# Mohamed Khan Shaikhouni
Mohamed Khan Shaikhouni (ur. 20 marca 1987) – syryjski zapaśnik walczący w stylu wolnym. 
Dziewiąty na igrzyskach azjatyckich w 2014 i jedenasty w 2010. Dwunasty na mistrzostwach Azji w 2013. Złoty medalista mistrzostw śródziemnomorskich w 2014 roku.